# Libanon op de Olympische Winterspelen 1968
Tijdens de Olympische Winterspelen van 1968, die in Grenoble (Frankrijk) werden gehouden, nam Libanon voor de zesde keer deel.

## Deelnemers en resultaten

### Alpineskiën
| Olympiër        | Discipline       | Resultaat | Prestatie                           |
| --------------- | ---------------- | --------- | ----------------------------------- |
| Nagib Barrak    | reuzenslalom (m) | 81e       | 4.38,90 (+1.09,62)                  |
| Nagib Barrak    | slalom (m)       | dnq       | niet geplaatst voor finalewedstrijd |
| Moussa Jaalouk  | reuzenslalom (m) | 80e       | 4.33,43 (+1.04,15)                  |
| Moussa Jaalouk  | slalom (m)       | dnq       | niet geplaatst voor finalewedstrijd |
| Ghassan Keyrouz | reuzenslalom (m) | 85e       | 4.47,19 (+1.17,91)                  |
| Ghassan Keyrouz | slalom (m)       | dnq       | niet geplaatst voor finalewedstrijd |

Argentinië · Australië · Bondsrepubliek Duitsland · Bulgarije · Canada · Chili · Denemarken · Duitse Democratische Republiek · Finland · Frankrijk · Griekenland · Groot-Brittannië · Hongarije · IJsland · India · Iran · Italië · Japan · Joegoslavië · Libanon · Liechtenstein · Marokko · Mongolië · Nederland · Nieuw-Zeeland · Noorwegen · Oostenrijk · Polen · Roemenië · Sovjet-Unie · Spanje · Tsjecho-Slowakije · Turkije · Verenigde Staten · Zuid-Korea · Zweden · Zwitserland